# Moskevská zoologická zahrada
Moskevská zoologická zahrada (rusky Московский зоопарк) patří mezi největší v Rusku. Leží v centru Moskvy na ulicích Sadovoje kolco a Bolšaja Gruzinskaja. Nejbližší stanicí metra je Barrikadnaja. Založil ji roku 1864 na ploše deset hektarů Anatolij Petrovič Bogdanov. Zahrada byla vážně poškozena za revolučních událostí roku 1905, kdy bylo zabito i mnoho zvířat. Od roku 1922 je majetkem města Moskvy. V roce 1990 proběhla rozsáhlá přestavba, zahrada byla rozšířena na současných 21,4 hektaru, byla také vybudována pěší lávka přes ulici Bolšaja Gruzinskaja, rozdělující zahradu na dvě části. Zoo chová k roku 2012 přes 8000 kusů zvířat patřících k 1131 živočišnému druhu. Významná je kolonie vodních ptáků, čítající přes tisíc jedinců. Zahrada je otevřena denně kromě pondělí, v létě do 20:00, v zimě do 17:00. Vstupné stojí (rok 2013) pro dospělého 300 rublů, studenti, vojáci, důchodci a děti do 17 let mají vstup zdarma.
Nejpopulárnějším chovancem zahrady je žirafí samec Samson Hamletovič Leningradov, u jeho výběhu je postavena dřevěná konstrukce, umožňující návštěvníkům vystoupat do výše žirafí hlavy. 7. července 2013 se prkna prolomila a bylo zraněno 13 lidí.

## Fotogalerie

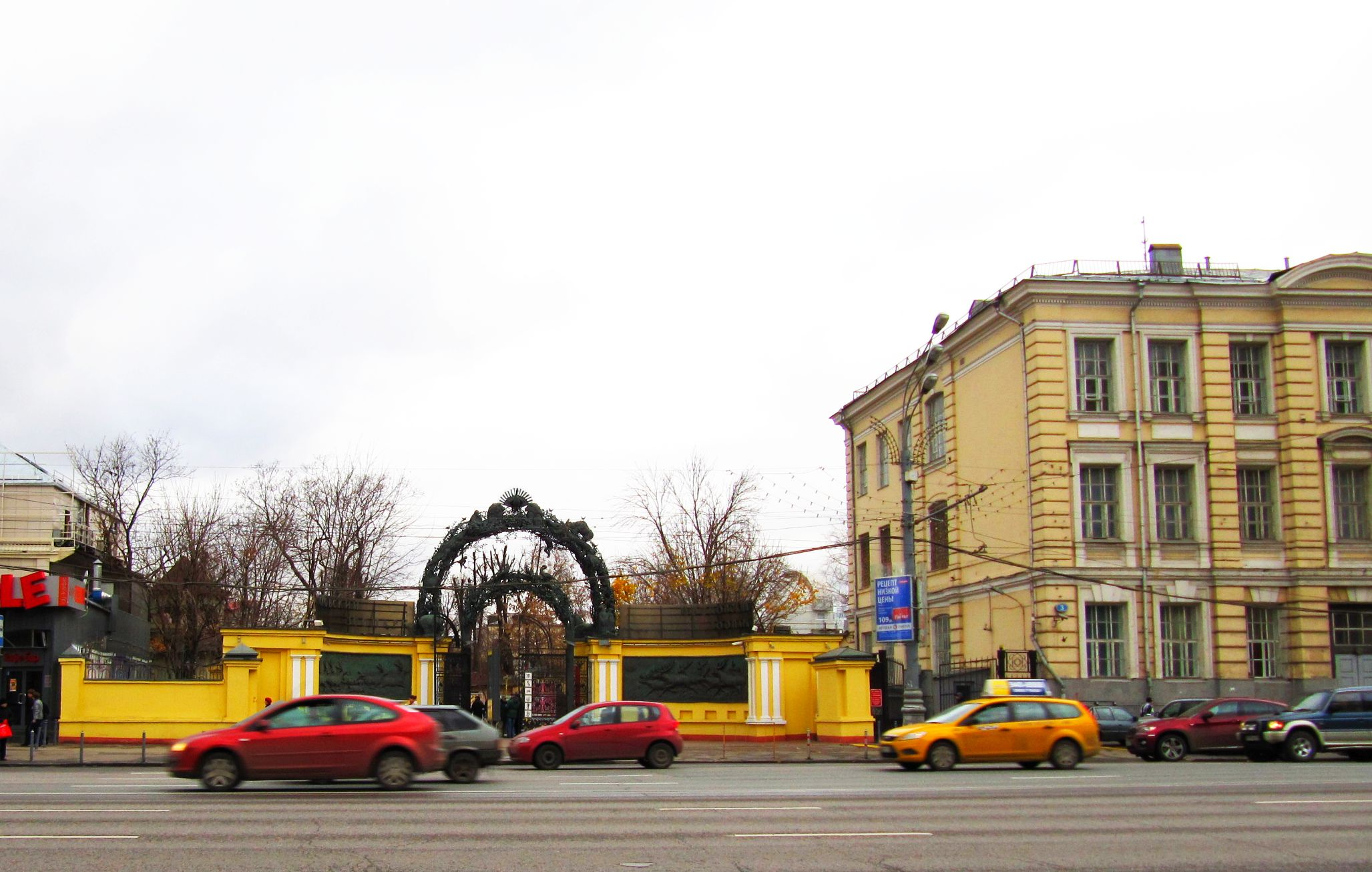
Pohled ze Sadového okruhu
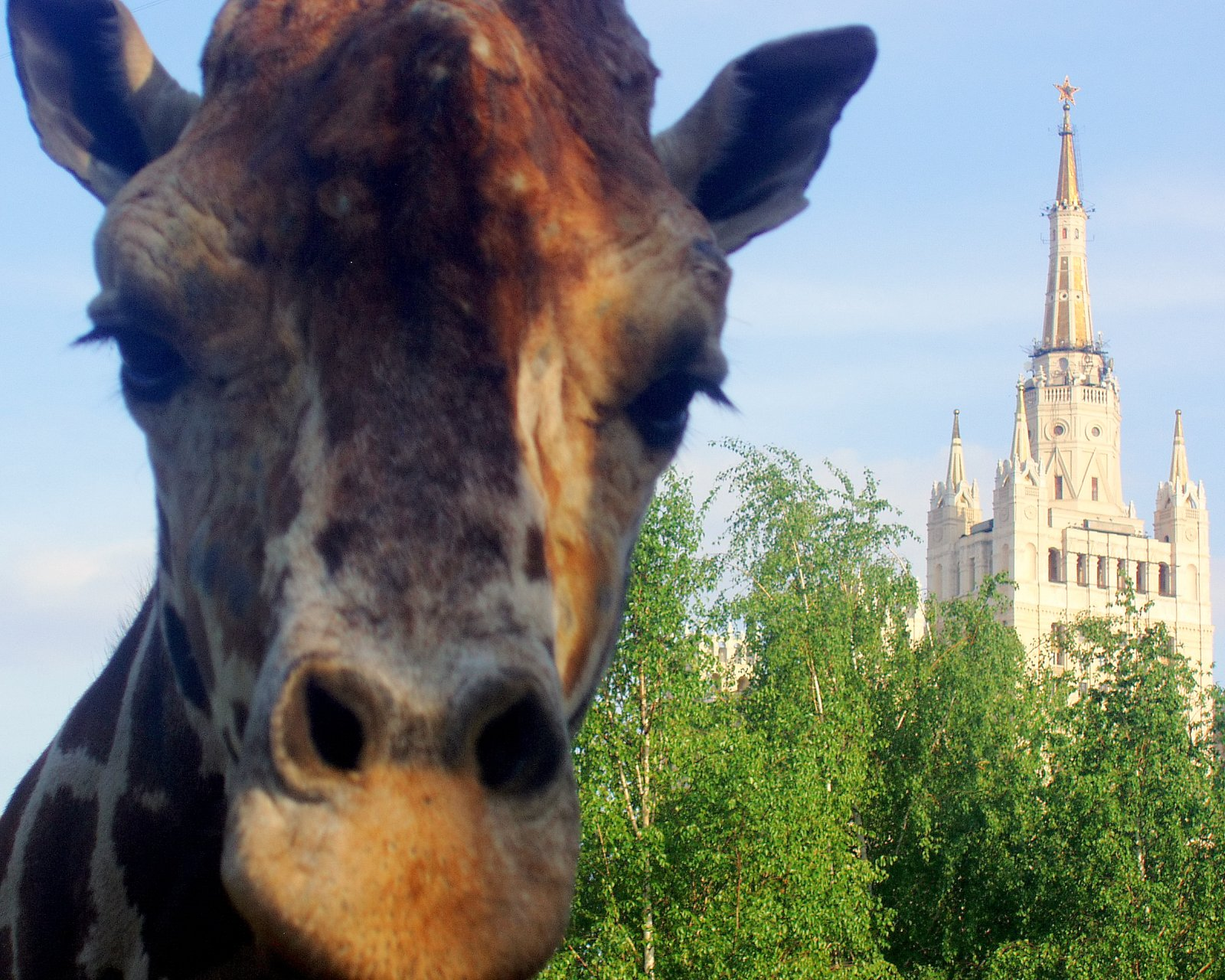
Žirafa Samson
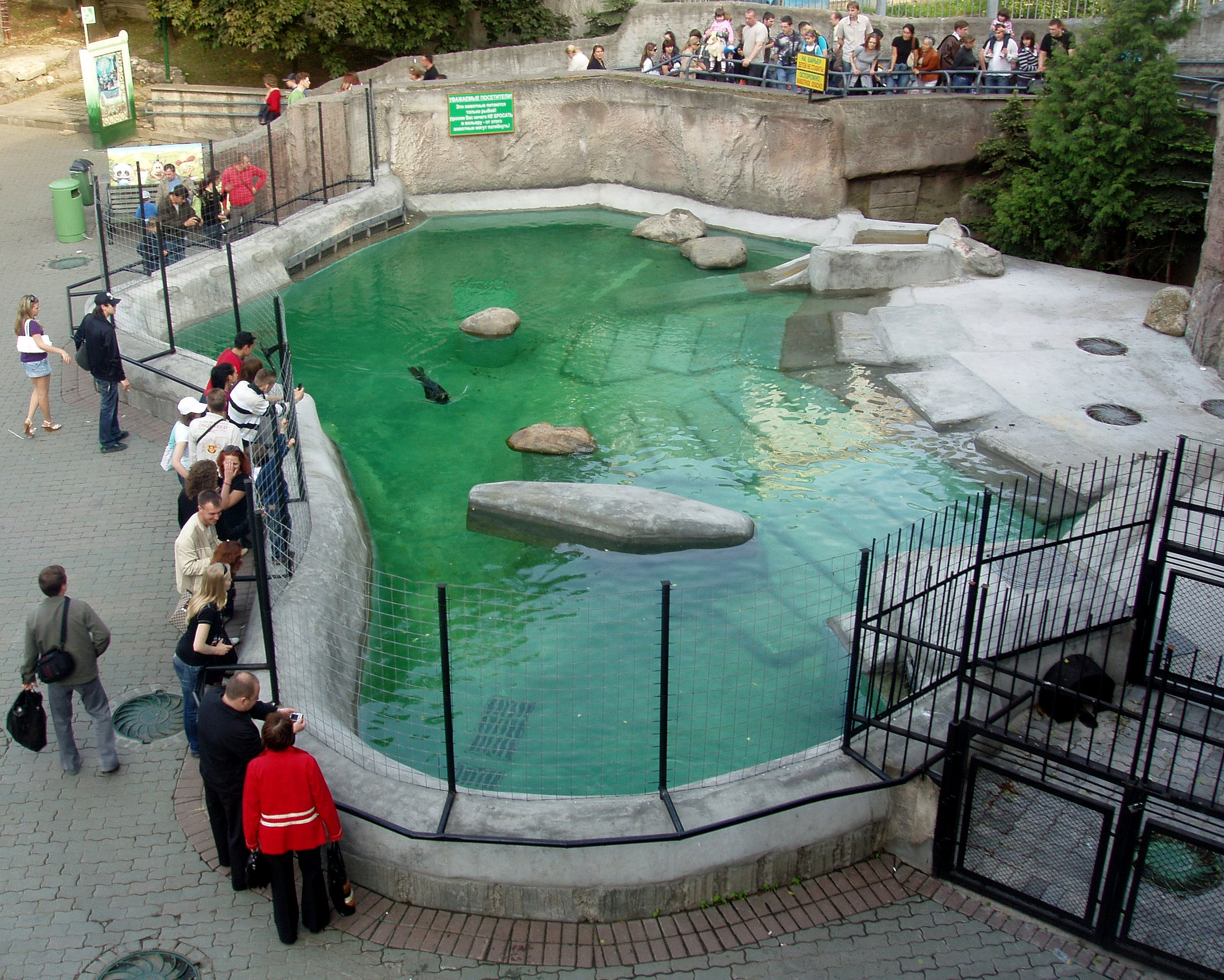
Lachtaní bazén
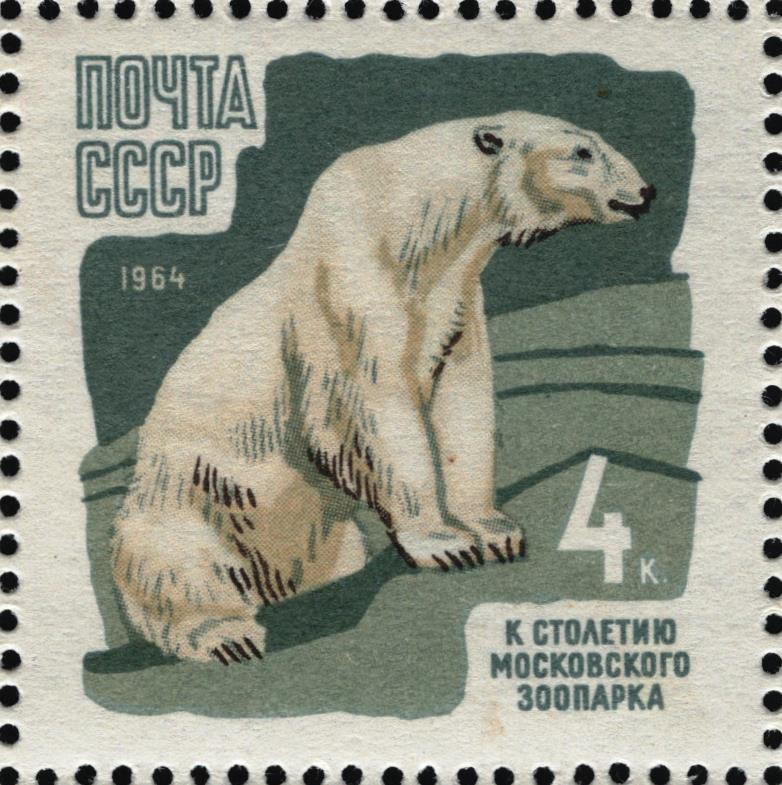
Sovětská známka vydaná ke stému výročí založení zoo